# Fernando Álvarez de Toledo (conquistador)
Fernando Álvarez de Toledo (Sevilla, 1550-Santiago de Chile, 7 de agosto de 1633) fue un conquistador y poeta español, autor de una crónica de Indias escrita en verso, conocida como Araucana, cuyo texto se encuentra perdido, salvo por una decena de estrofas de diversos pasajes, reproducidas por Alonso Ovalle, quien, en su Histórica relación del Reyno de Chile, le da tratamiento de fuente documental fidedigna para el periodo del gobernador Alonso de Sotomayor.

## Biografía
José Toribio Medina inicialmente afirmaba que Álvarez de Toledo llegó a Chile en 1586 formando parte del ejército del gobernador Alonso de Sotomayor. Pero después Tomás Thayer Ojeda señalaba que en realidad había llegado a dicho territorio a los once años de edad y se encontraba a firme en él al menos en 1581, lo que no choca con su presencia en eventos de fines de 1585, de los que, según Ovalle, fue testigo. En los registros de la Casa de Contratación de Sevilla se le señala como un niño con seña característica de una marca de una herida en la frente.
El teniente general Luis López de Azoca señala, en medio de una disputa judicial, que había querido mandar ahorcarlo por abandonar el deber militar, dejando su puesto en la frontera de Chillán. Tomás Thayer Ojeda señala que «no se sabe cómo escapó de tan peligroso trance».
Álvarez de Toledo compuso un poema-crónica perdido salvo fragmentos, llamado Araucana, que a veces es reseñado como Araucana II para evitar confusiones con la célebre La Araucana de Alonso de Ercilla. Su obra trata, hasta donde se tiene certeza, de episodios bélicos de la Guerra de Arauco ocurridos en tiempos del gobernador de Chile Alonso de Sotomayor y Valmediano (1583-1591). Sus fragmentos entregan detalladas enumeraciones de soldados españoles que se habrían destacado en diversas batallas. Estos episodios, siguiendo el texto citado por Ovalle, finalizan con la derrota del toqui Quintunguenu (1591). También trató el poema, según una de sus estrofas conocidas, la expulsión y derrota del corsario Thomas Cavendish en un combate terrestre ocurrido cerca del fondeadero de Quintero en 1587. Este último suceso se desarrolla en un paraje alejado del escenario del resto del relato, el teatro de la guerra contra los indígenas mapuches, en el sur de Chile.
Ovalle, al citar fragmentos de su poema, señala que era «caballero andaluz muy valeroso y gran cristiano», asegurando que se encontró presente en la batalla en que los españoles emboscaron y derrotaron al toqui Nongoniel en la segunda mitad de 1585, operación bélica a la que Álvarez de Toledo dedica también dos de sus estrofas conocidas.
En 1600, cuando la frontera mapuche se encuentra colapsada, figuraba firmando una petición para que los vecinos de Santiago no se les exigiera cumplir servicios militares fuera de los términos de la ciudad. Aparece en esa fecha como poseedor de una encomienda en la actual ciudad argentina de San Juan, entonces «San Juan de la Frontera», contrayendo matrimonio ahí con una vecina de la población, Jerónima de Lemos, mediante un apoderado, pues la residencia habitual de Álvarez de Toledo era Santiago en esa fecha. Al morir en 1633, era propietario de una casa en la vereda sur de la actual calle Compañía de Santiago, entre Morandé y Teatinos, además de poseer una hacienda de ovejas y cabras en Angostura, tres esclavos y menaje. Dispuso ser enterrado en la Catedral de Santiago.

## Atribución errada delPurén indómito
Tradicionalmente, hasta mediados del siglo XX, se le atribuyó además la autoría del poema Purén indómito, pero a partir de 1944 las investigaciones de Aniceto Almeyda Arroyo gradualmente lo descartaron como autor en favor de Diego Arias de Saavedra. Este último, Arias de Saavedra, tras una polémica entre Almeyda y Tomás Thayer Ojeda, ha sido considerado el redactor del poema por la mayoría de las reseñas, comentaristas y la única edición de la obra publicada desde entonces.
Hasta las investigaciones de Aniceto Almeyda Arroyo, los autores que trataron la vida de Álvarez de Toledo, como Diego Barros Arana, José Toribio Medina, Domingo Amunátegui Solar y Tomás Thayer Ojeda, usaron como una fuente principal los pasajes autobiográficos insertos en el poema Purén indómito, que hoy no se le atribuye. De manera que las viejas biografías, casi los únicos trabajos monográficos y capítulos dedicados a este conquistador, contienen muchos episodios y datos que, en el criterio imperante, en realidad forman parte de la biografía de Diego Arias de Saavedra.